# 圣樊尚-德保罗 (吉伦特省)
圣樊尚-德保罗（法語：Saint-Vincent-de-Paul）是法国吉伦特省的一个市镇，属于波尔多区和半岛县（La Presqu'île）。该市镇总面积13.88平方公里，2009年时的人口为1075人。

## 人口
圣樊尚-德保罗人口变化图示